# テネシー級戦艦
テネシー級戦艦（テネシーきゅうせんかん、Tennessee-class battleships）は、アメリカ海軍の超弩級戦艦の艦級。2隻が就役した。

## 概要

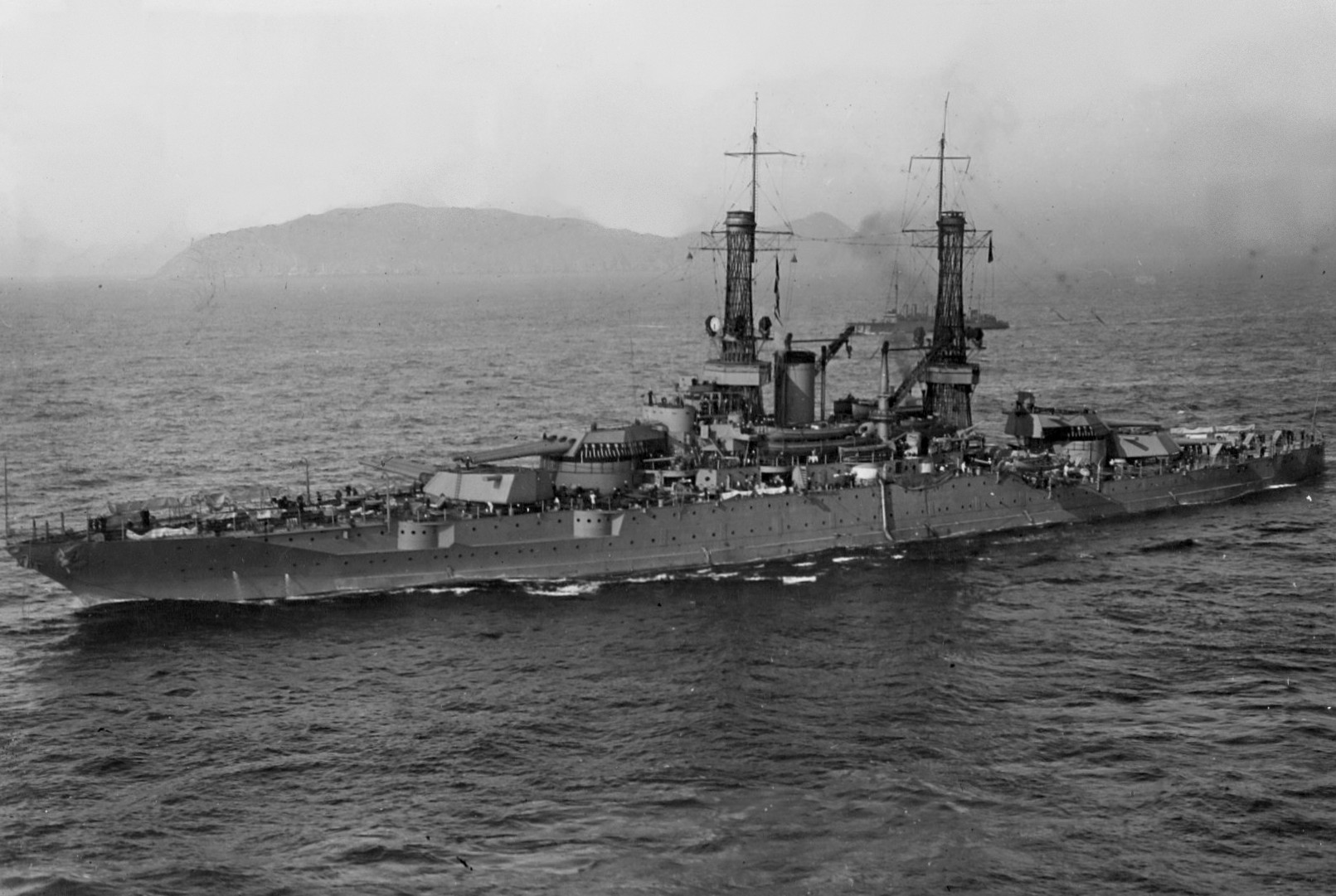
1921年に撮られたニュー・メキシコ。本級との外観の違いは簡素な艦橋構造と1本煙突である。後方に第一次世界大戦時のクレムソン級駆逐艦の1隻が見える

アメリカ海軍の1915年度計画で2隻の建造が議会に認められた。
当時のアメリカ海軍における海軍の立案理論はアルフレッド・セイヤー・マハン少将に強く影響を受けており、敵艦艇を捜索する能力は二の次に考えられていた。そのため敵よりも強力な艦砲と強固な装甲を持つことが重要であると見なされていた。テネシー級はその大艦巨砲主義を具現化した艦ともいえる。テネシー級の基本設計は1913年頃から始められていたが、海軍内部での研究結果が未成熟なためにペンシルベニア級の改良型である戦艦を2隻建造する事とし、これが「ニュー・メキシコ級」である。そして1916年度海軍計画においてニュー・メキシコ級の設計実績にユトランド沖海戦の戦訓を取り入れて改設計された初のアメリカ戦艦としてテネシーとカリフォルニアと名付けられて2隻が建造・就役した。
この時期、仮想敵国としてドイツ帝国海軍の戦艦の存在があり、高初速砲による長射程を持つドイツ式の大砲は脅威となり、アメリカ戦艦も対抗できる長射程の大砲と、高い耐久性を持つ防御様式の改良が推し進められた。テネシー級以前の戦艦の主砲仰角は15度までしかなかったが、テネシー級の14インチ砲においては倍の30度までの高い仰角を取ることができたため、その射程は10,000ヤード (9 km)ほど延伸した。防御面においては広範囲に及ぶ実験および試験の結果、テネシー級の水線下の装甲はそれ以前の艦に比べ強固なものとなった。
また、上部構造物には就役時から射撃指揮装置が設置され、主砲および副砲には火器管制システムが装備されていた。このため、テネシー級およびコロラド級の5隻は篭マストの頂上部の見張り所が大型化し、そこに設置された観測所からのデータを射撃方位盤で火器管制を行い、その特徴的なマスト形状は他国からの識別上の特徴であった。その後、アメリカ海軍では長距離射撃の結果を艦載機によって測定するようになったため、テネシー級の「水平線を超えて」砲撃を行う能力は実用的な価値を持つことになった。このため、就役後に水上機を搭載して弾着観測を行えるようになった。しかし、遠距離砲撃時の主砲の散布界の悪さは変わらないうえ、ユトランド沖海戦以降は前級と変わらない水平防御の脆弱さも指摘されていた。
テネシー級はアメリカ海軍における「標準型戦艦」コンセプトの一部であった。その設計概念は、アメリカ海軍が低速部隊と高速部隊の包括的運用を可能とするための、重要なものであった。「標準型」の概念は長距離射撃、21ノットの速度、700ヤード (640 m)の回転半径およびダメージ・コントロールの改善が含まれていた。この「標準型」にはネバダ級、ペンシルベニア級、ニューメキシコ級およびコロラド級が含まれた。

## 艦形について

### 就役後から海軍休日時代

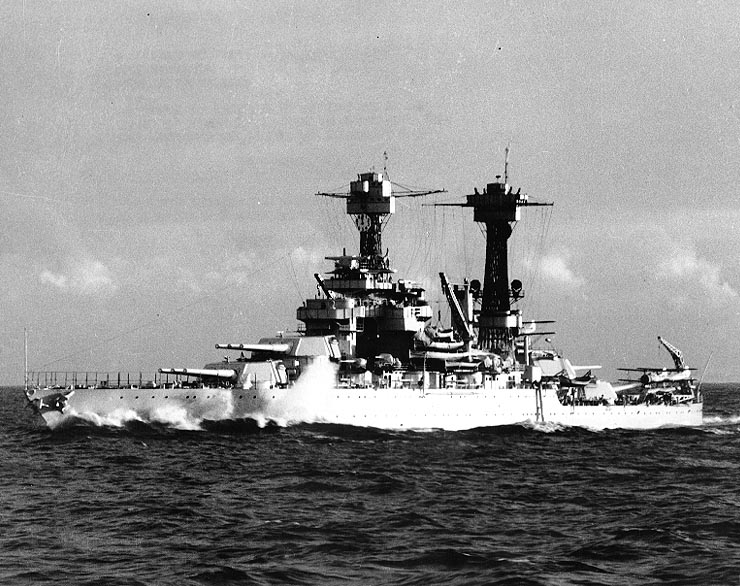
1921年に撮られたテネシー。上部構造物の2番主砲塔の付近に12.7 cm速射砲がまだ搭載されている

テネシー級の船体形状は前級に引き続き長船首楼型船体である。鋭く前方に傾斜したクリッパー型艦首から艦首甲板上にMark 6 1918年型 35.6 cm（50口径）砲を三連装砲塔に納め、1・2番主砲塔を背負い式で2基、2番主砲塔の基部から甲板よりも一段高い艦上構造物が始まり、その上に司令塔が立つ。司令塔の背後から箱型の艦橋が立ち船橋（ブリッジ）で接続させていた。艦橋構造はニュー・メキシコ級よりも大型化し、箱型艦橋を基部として当時のアメリカ海軍の大型艦の特色である籠状の前部マストが立つ。前部マストの下部に航海艦橋、頂上部に2層構造となった見張り所を持つ。
船体中央部に2本煙突が立ち、その周囲が艦載艇置き場となっており、1番煙突の側面部に片舷に1基ずつ立つ探照灯台を基部とするクレーン2基により運用された。2番煙突の後方で船首楼が終了し、そこから甲板一段分下がって籠状の後部マストと3番・4番主砲塔が後ろ向きに背負い式配置で2基が配置されていた。

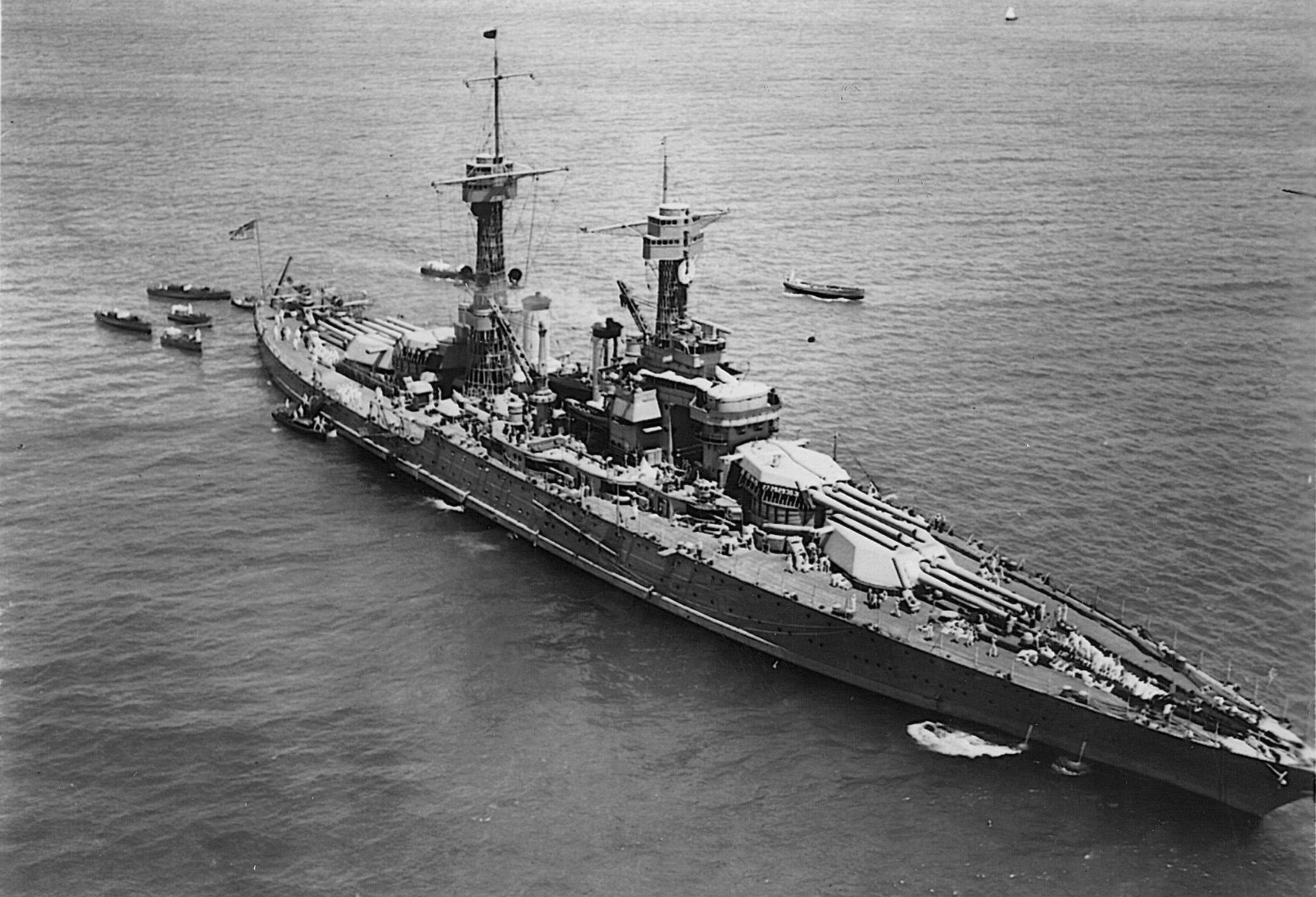
1920年代後半に撮られたテネシー級。後部甲板上に水上機2機が搭載されている

テネシー級の副砲である12.7 cm（51口径）速射砲は2番主砲塔後方の上部構造物上に単装砲架で片舷1基ずつ2基と、船体中央部にケースメイト（砲郭）配置で放射状に単装で5基の計12基を搭載していた。
就役後の1922年に甲板上の12.7 cm速射砲2門を撤去して7.6 cm（50口径）高角砲を単装砲架で4基を搭載した。1924年からカタパルト1基を設置して水上機1機を運用し始め、1920年代後半に全ての艦でカタパルト1基と水上機2機を搭載した。1929年に7.6 cm高角砲全てを撤去し、新型の12.7 cm（25口径）高角砲に更新し、これを単装砲架で8基を搭載した。近接火器として12.7 mm単装機銃8丁を搭載した。1941年に12.7 cm速射砲2門を撤去して7.6 cm高角砲を単装架で4基を追加して搭載した。
1942年3月にテネシーは7.6 cm高角砲4基を撤去して、代わりに近接火器としてMark 1 2.8 cm（75口径）機関砲を四連装砲架で4基を甲板上に搭載し、エリコン 2 cm（76口径）機関砲を単装砲架で16基を搭載した。また、マスト上にSCレーダーとFC Mk 3型レーダーのアンテナを設置した。同年6月に更に2.8 cm四連装機関砲を追加で4基を搭載した

### 第2次世界大戦時

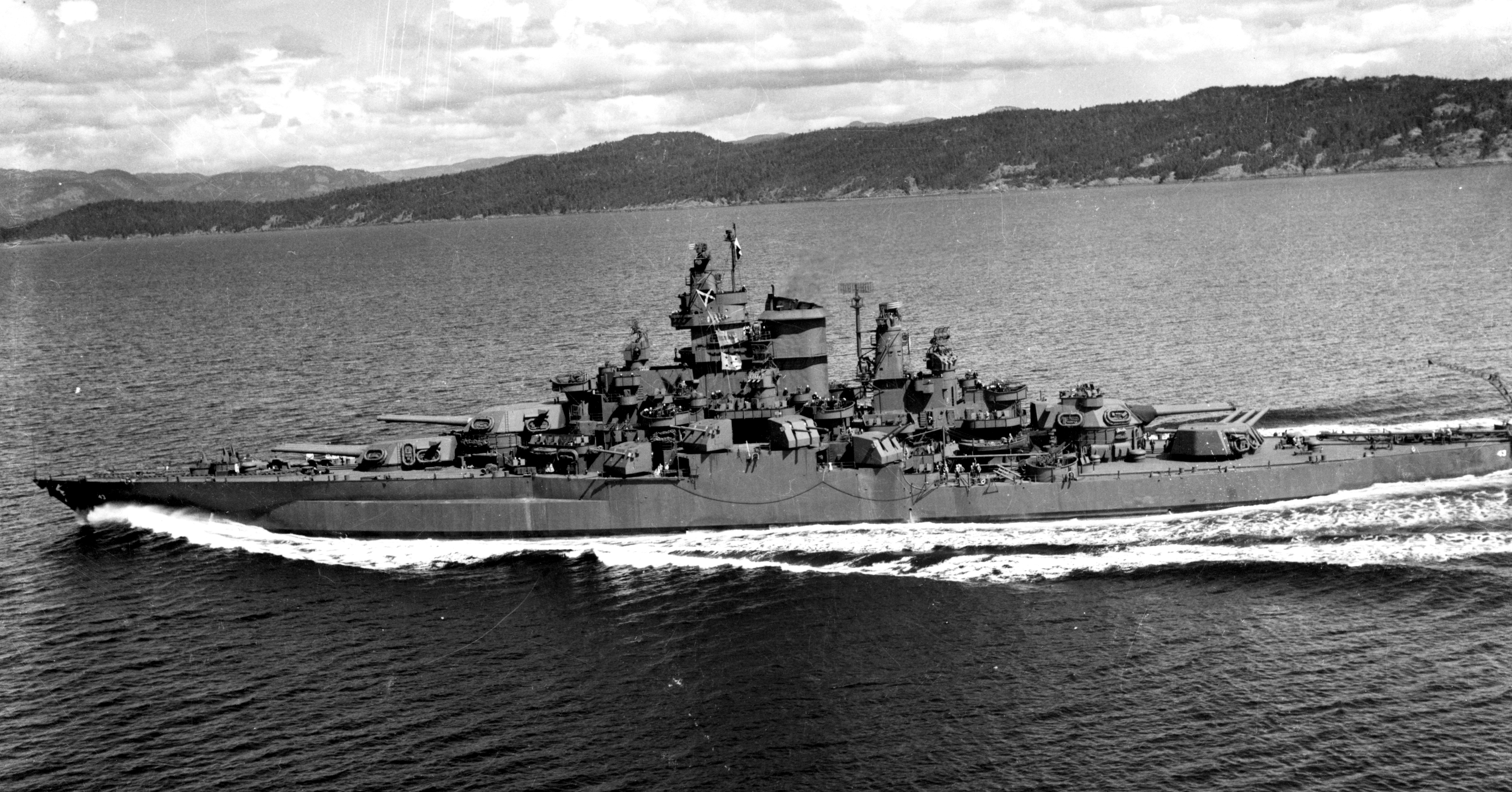
写真は1943年のテネシーの写真。高速航行で白波を蹴立てているが最大速力は1ノットほど低下している

第二次世界大戦において、大破着底したカリフォルニアに加えて損傷復旧するテネシーも損傷復旧の際に上部構造物を撤去し、艦橋構造は大型の箱型艦橋の上にプレハブ構造の塔型艦橋が乗る形式となり、サウス・ダコタ級に近似した塔型艦橋と1本煙突と後部マストをもつ外観となった。射撃管制装置はMark34が前部艦橋と後部艦橋の頂上部に計2基が搭載され、射撃レーダーも最新のMark8に更新された。対空警戒レーダーも前部艦橋の頂上部にSKレーダーアンテナが、後部艦橋上にSCレーダーが設置された。これら艦橋構造が大型化したため、機関復旧時に煙突は2本煙突から、艦橋に接続した1本煙突に変更となった。
武装面においては対空火器も「12.7 cm（38口径）高角砲」を連装砲架で舷側甲板上に片舷4基ずつ計8基、近接火器としてボフォース 4cm（56口径）機関砲を上部構造物の周囲に四連装砲架で10基搭載した。寧ろ、対空火器の配置は新戦艦群より理想的になった。船体防御に関しては設計時には想定外の魚雷攻撃を受けて大破したことから水線下にバルジを追加して強化した。この対空火器の強化に伴う重量増加と、バルジによる浮力強化により満載排水量は40,345トンにまで膨れ上がったため、最大速力は20ノットに低下した。

## 兵装

### 主砲

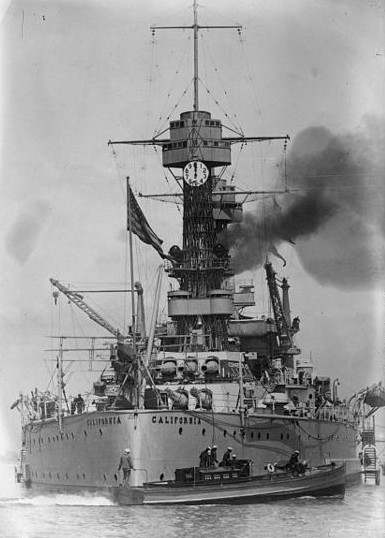
1920年ごろのカリフォルニアの後部主砲塔の写真

テネシー級の主砲は引き続き新開発のMark 6 1918年型 35.6 cm（50口径）砲を採用している。主砲塔は三連装砲塔だが、そこに収められた砲架は前述通りに高い仰角をかけられるように新設計されたほか、揚弾機が改正されたため、形式番号はMark 6となった。
その性能は重量635.0 kgの主砲弾を仰角15度で射距離21,950 mまで届かせる事ができる性能で、射距離14,630 mで舷側装甲226 mmを、射距離18,290 mで170 mmを貫通できる性能であった。装填機構は固定角度装填で仰角1度で装填、発射速度は竣工時は毎分1.75発であったが、後年の改装により毎分1.5発に低下した。砲身の仰角は15度・俯角4度で動力は電動モーターによる駆動であり補助に人力を必要とした。旋回角度は左右150度であった。

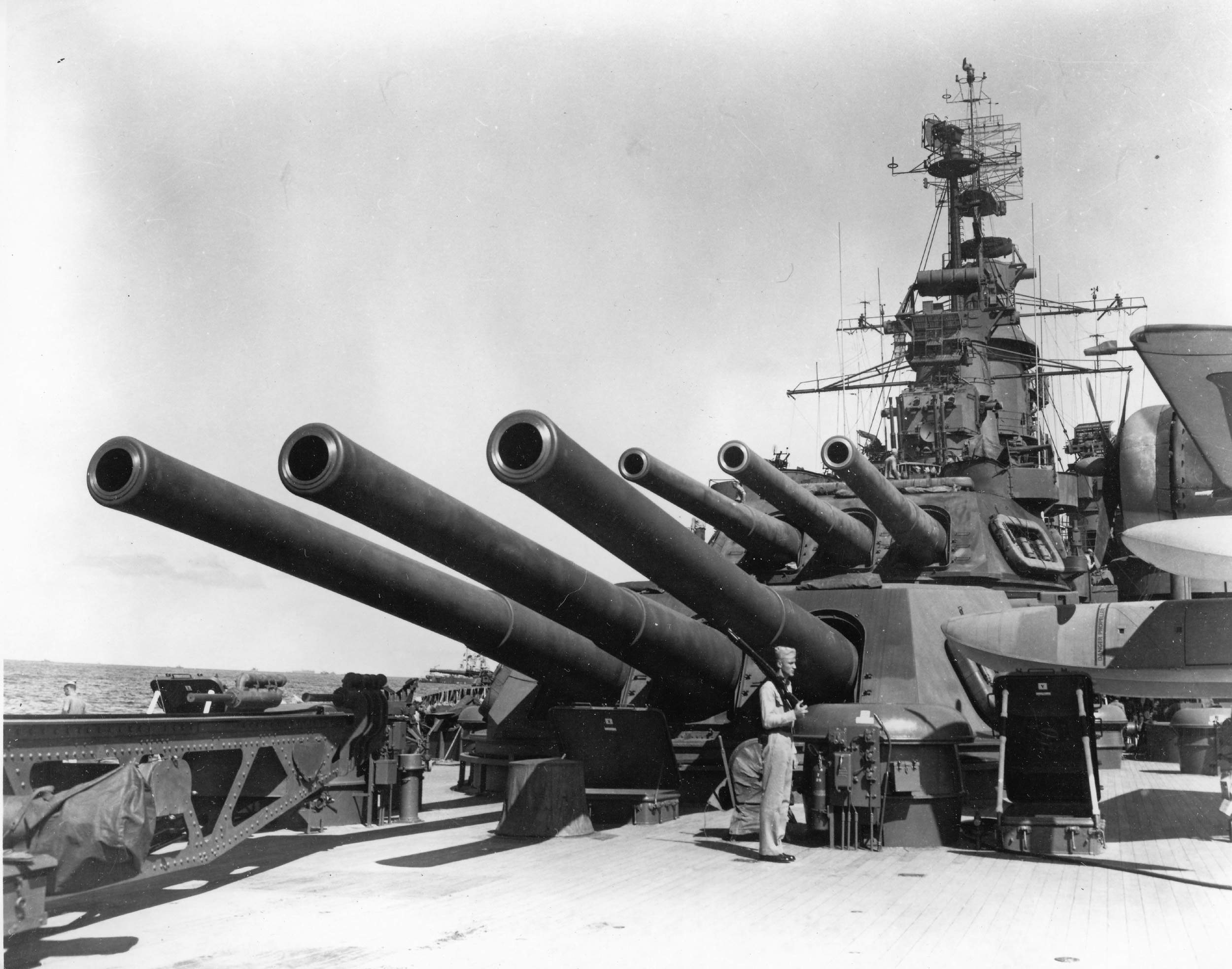
損傷修理後のカリフォルニアの後部主砲塔の写真

第二次世界大戦時、損傷修理時に新型砲塔のMark 11 1940年型 35.6 cm（50口径）砲に更新された。その性能は重量680.4 kgの主砲弾を最大仰角30度で射距離33,650mまで届かせる事ができる性能で、射距離13,716 mで舷側装甲416 mmを、射距離18,288 mで286 mmを貫通でき、射程27,432 mで甲板装甲135 mmを、射程32,004 mで甲板177 mmを貫通できる性能であった。装填機構は固定角度装填で仰角1度で装填、発射速度は竣工時は毎分1.5発であった。砲身の仰角は30度・俯角5度で動力は電動モーターによる駆動であり補助に人力を必要とした。旋回角度は左右150度であった。

### 副砲、その他武装など
副砲は前級に引き続きMarks 7 1910年型 12.7 cm（51口径）速射砲を採用した。その性能は重量22.7 kgの砲弾を最大仰角15度で射程14,490 mまで届かせられるこの砲を舷側ケースメイトで片舷6基で12基ずつ、甲板上に露天で2基の計14基を搭載した。砲架の俯仰能力は仰角20度・俯角15度である、旋回角度は露天で300度、ケースメイトで最大150度の旋回角度を持つが実際は上部構造物により射界に制限を受けた。砲身の俯仰・砲塔の旋回・砲弾の揚弾・装填は主に人力を必要とした。発射速度は前型の毎分6発から毎分8 - 9発へと向上した。
その他に対艦用に53.3 cm魚雷発射管を水線下に2門を装備した。

### 就役後の武装変換
就役後の1916年に、対空火器として1914年型 76.2 mm（50口径）高角砲が搭載された。その性能は重量5.9 kgの砲弾を最大仰角85度で射程9,270 mまで届かせられるこの砲を単装砲架搭載した。砲架の俯仰能力は仰角85度・俯角15度である、旋回角度は露天で360度の旋回角度を持つが、ケースメイトでは旋回角に制限があった。砲身の俯仰・砲塔の旋回・砲弾の揚弾・装填は主に人力を必要とした。発射速度は毎分15 - 20発である。

## 機関

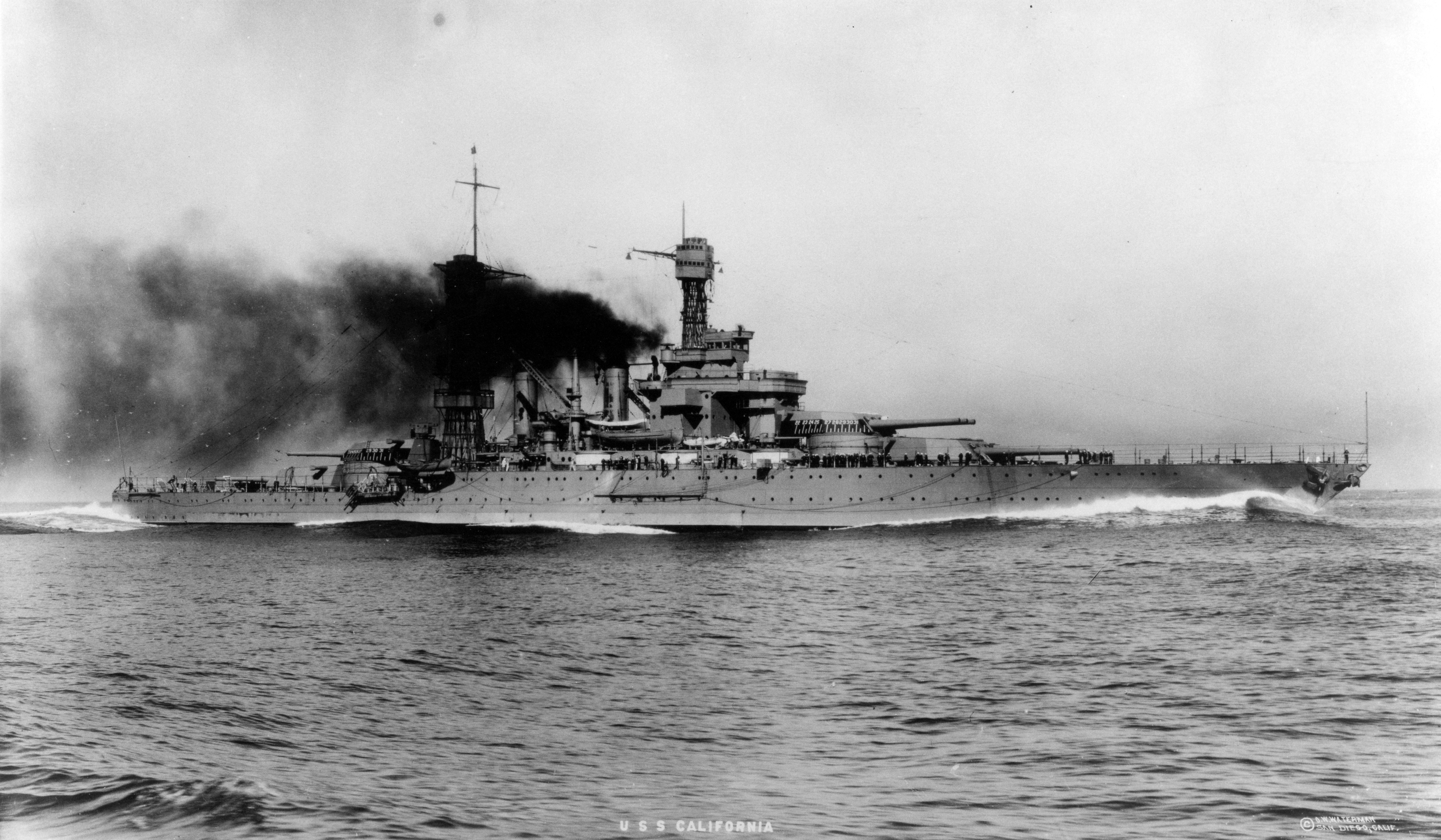
写真は1921年のカリフォルニアの写真

この時代のアメリカはタービン機関の開発に立ち遅れており、低速時の燃料消費に問題があった。これを改善すべくゼネラル・エレクトリック（GE）社は独自にターボ発電機推進を開発していた。この形式の利点はタービン機関を簡素化が可能で、直結タービンの欠点である低速時の燃費の悪化が少ない利点があった。また防御上の利点ではボイラー室と推進機関の構成に自由度が高かった。ただし、万能と言う訳ではなく、動力の伝達ロスがタービン機関の約5倍、また発電機と電動モーターの小型化が難しく、製造コストも高いという問題点もあった。このため、数を必要とする駆逐艦や艦形の小さい巡洋艦には採用されず、戦艦に主に採用された。軍艦の電気設備の増加や艦内空調の強化、真水製造器や食料保存用の冷蔵庫など、電気が欠かせない時代にあって、本級が採用したターボ発電推進は魅力的であった。しかし、機関区が発電専門に特化していたため、本級とテネシー級以前の戦艦が行ったような機関換装が行いづらく、高速化は技術的に難しかった。
機関構成はバブコック・アンド・ウィルコックス社製重油専焼水管缶だが容量の大きなものとなったため、搭載数は12機から8へと2/3に減少している。これに単胴タービン2基で発電した電力で電気モーター4基4軸推進で、公試において最大出力28,900 shpで最高速度21.0ノット、燃料9割搭載時に15ノットで12,400海里を発揮した。燃料消費量から重油4,570トンで速力15ノットで16,600海里を航行できるとされた。
発電タービンの形式は比較研究のために姉妹艦で別の形式が採用されており、テネシーはウェスティングハウス社製パーソンズ式単胴体タービン。カリフォルニアはGE社製カーチス式単胴体タービンで異なっていた。
機関配置は船体中心部に位置する発電室にタービン発電機が前後に1基ずつ計2基が並べられた。発電室を左右から挟み込むようにボイラー室が舷側に配置され、1室あたりボイラー1基ずつが片舷4室に4基ずつ計8基が搭載された。この工夫により舷側防御が破られてボイラー室に被害を受けても他のボイラー室に被害を及ぼさないようにされ、さらに発電機をボイラー室が防御しているために推進器の生存性が高められた。発電された電力は制御盤を介して艦後部の機械室が縦隔壁2枚で3室に隔てられた推進器室に外側軸は1室に1基ずつ、中央軸は1室に並列で2基ずつ計4基が並べられた。

## 防御

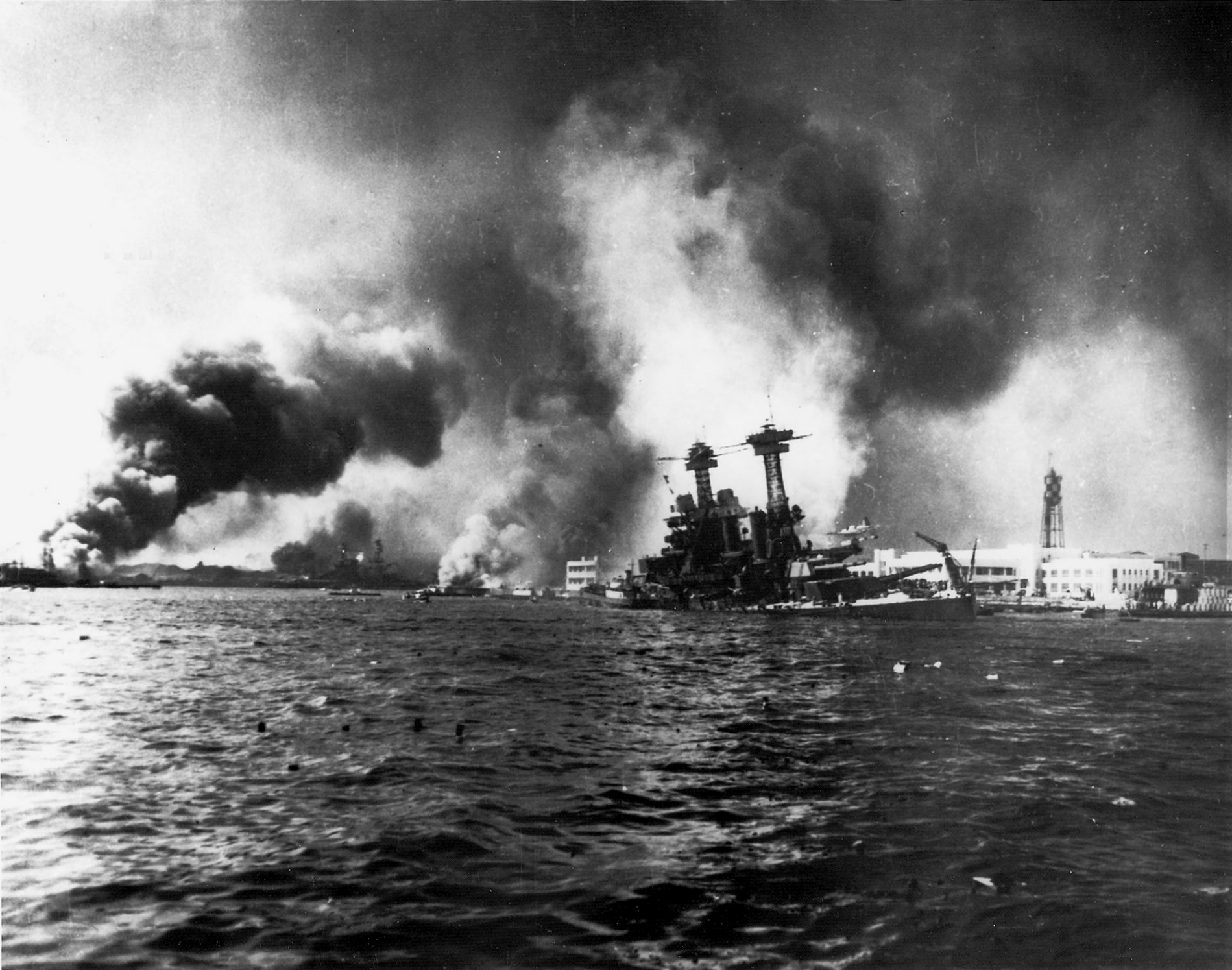
炎上したカリフォルニアの写真

テネシー級の舷側装甲帯は1番主砲塔から4番主砲塔の弾薬庫を防御すべく長さ125 m・高さ5.2 mの範囲を防御した。水線部装甲は上側203 mm、最厚部で343 mm、下側203 mmとテーパーしている。水線下防御は多層水雷防御を採用しており、船体長の2/3にあたる前後に広く防御していた。水雷防御は水線下に約5.3 mの奥行があり、厚さ16 - 19 mmの6枚の隔壁で区切られた4層構造で、内側の空気の1層と液体で満たした3層で防御していた。
水平甲板の装甲は前級から引き続き、舷側装甲と接続した主甲板装甲で敵弾を受け止め、剥離した装甲板の断片（スプリンター）を下甲板で受け止める複層構造とした。主甲板が最厚部で89 mm、下甲板が38 - 57 mでどちらも傾斜しない。
主砲塔の装甲は前盾は457 mm、側盾254 mm、後盾229 mm、天蓋127 mmと重装甲だった。基部のバーベットは甲板上は320 mmであった。
第二次大戦時の損害復旧時には戦訓により甲板防御と水雷防御の強化が行われ、甲板防御は弾薬庫が140 mm装甲、機関区は165 mm装甲へと強化された。水雷防御は船体の外側から主甲板から艦底部までの高さ+を覆う2層型のバルジが1番砲塔から4番砲塔にかけての広範囲を防御する範囲に追加され、その厚みは約2.7 mもあった。その他は主砲塔の天蓋は178 mmから190 mmへと強化された。

## 艦歴
真珠湾攻撃の後、両艦は大幅な改修が施された。安定性向上のため船体にはバルジが増設され、上部構造は廃棄の上完全に作り替えられた。51口径5インチ砲および50口径3インチ対空砲は他の艦艇にも採用されていた38口径5インチ両用砲に交換された。また、20 mmおよび40 mm対空砲が増設された。この近代化改修後、外観はサウスダコタ級戦艦に酷似した姿になった。
テネシー級は評価の高かったニューメキシコ級の改正型として更に新造時より主砲射撃方位盤を含む各種新装備の搭載で戦闘能力が以前の艦より強化されていたので艦隊側から矢張り高評価を得たが、ユトランド沖海戦の戦訓から水平防御が脆弱な点が欠点と見なされた。

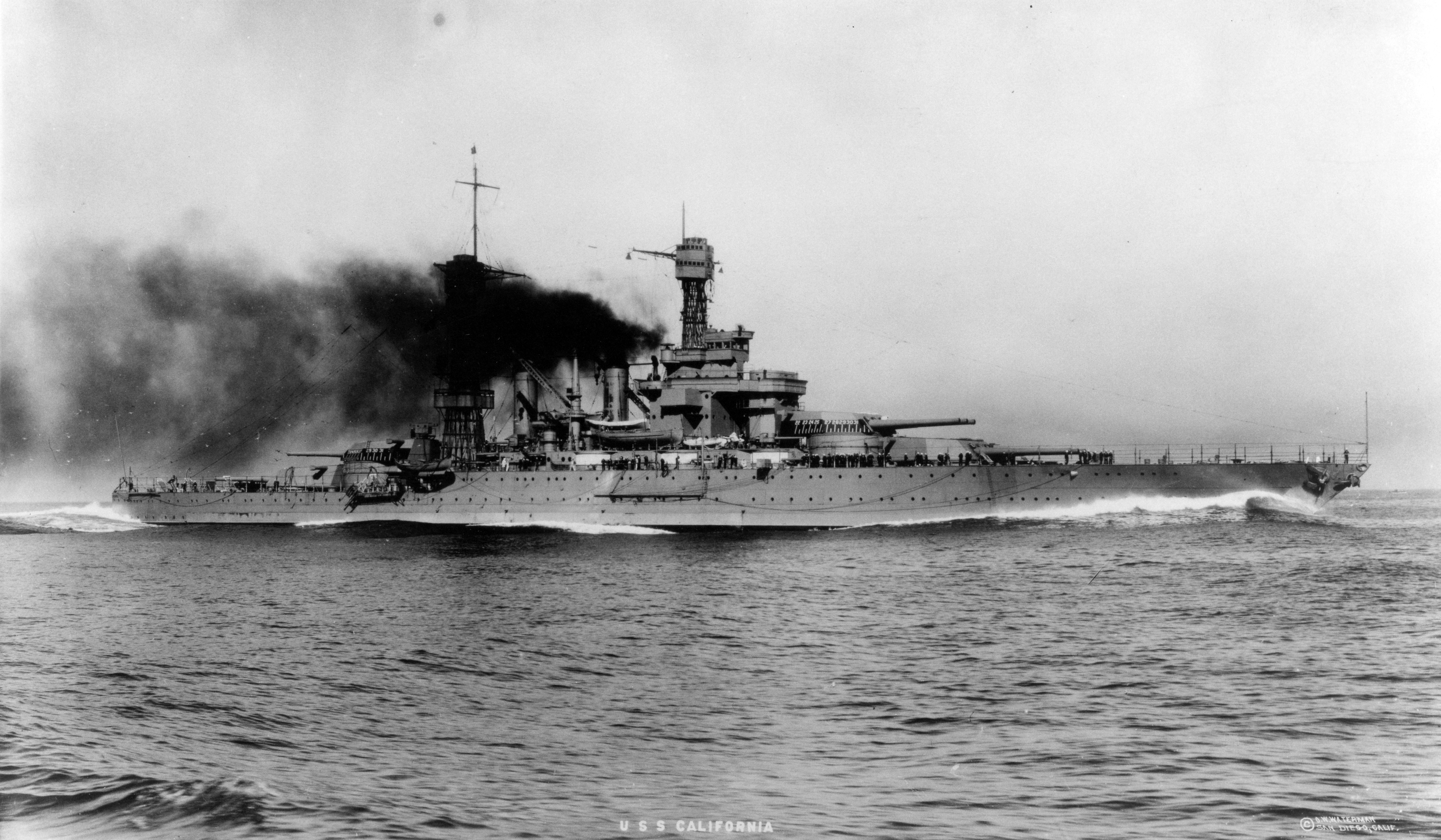
1921年、カリフォルニアの新造時篭マスト
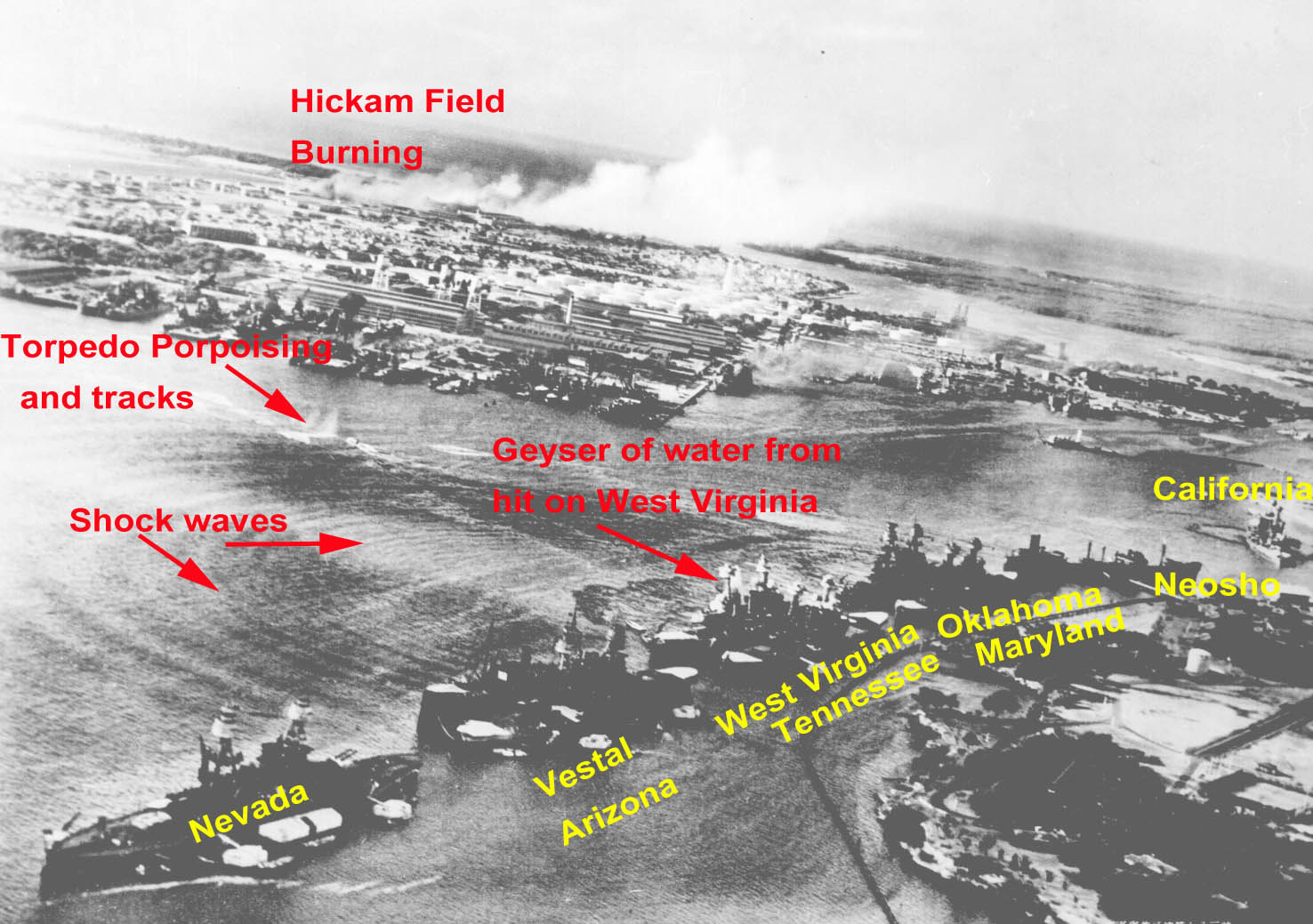
1941年12月7日、真珠湾攻撃時のテネシー級の配置
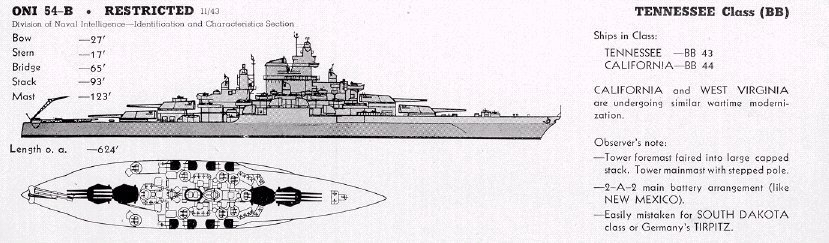
1943年、大改装後のテネシー級の図
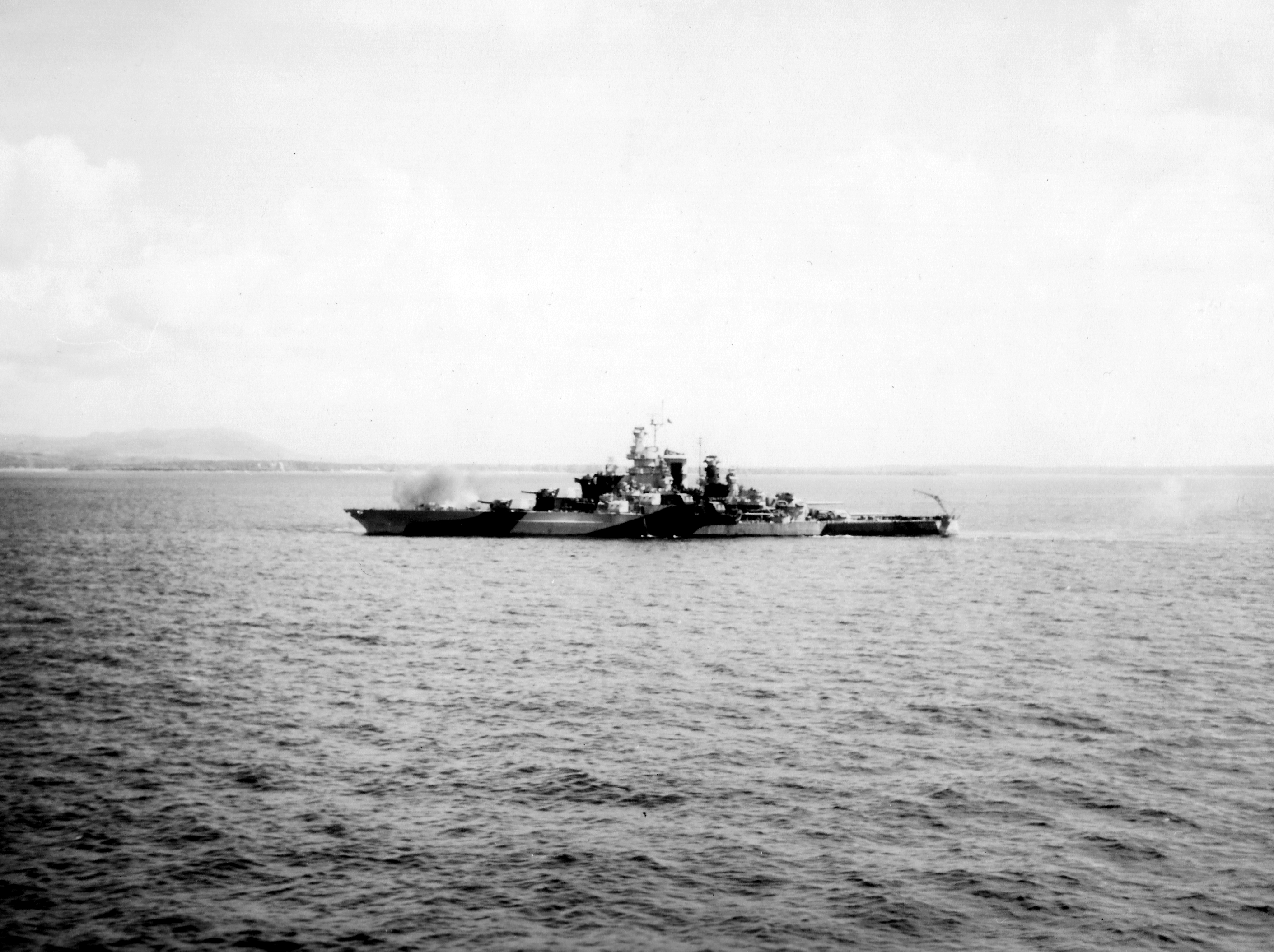
1943年、グアムで大改装後のテネシー
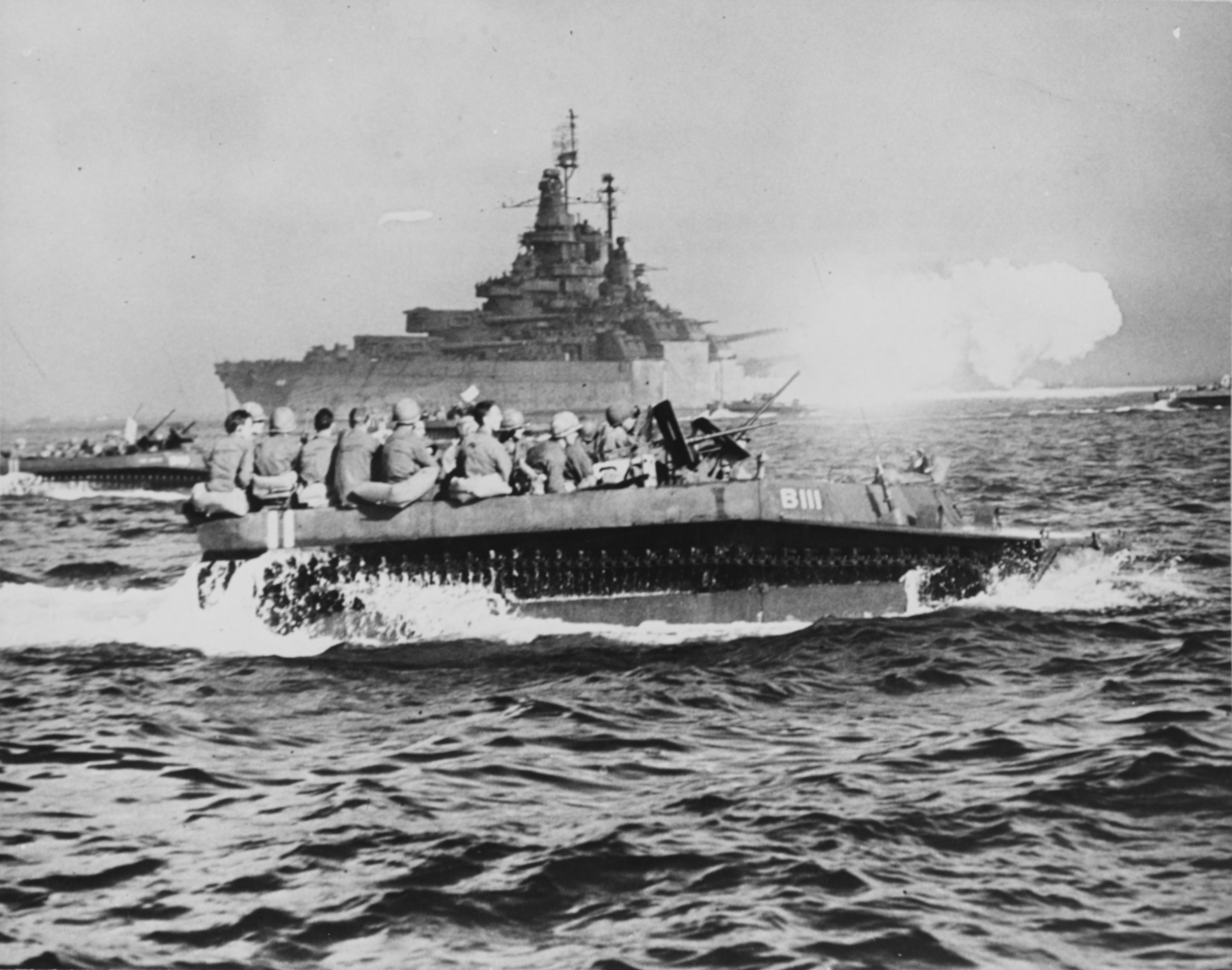
1945年4月1日、沖縄でのテネシー

## 同型艦
- テネシー（USS Tennessee, BB-43）
- カリフォルニア（USS California, BB-44）